# كازوكي تاناكا
كازوكي تاناكا (باليابانية: 田中 和樹) (13 يناير 2000 في توتشيغي في اليابان – )؛ هو لاعب كرة قدم سابق كان يلعب كمهاجم.

## وصلات خارجية
- كازوكي تاناكا على موقع رابطة كرة القدم اليابانية للمحترفين (اليابانية)
- كازوكي تاناكا على موقع قاعدة بيانات كرة القدم.إي يو (الإنجليزية)
- كازوكي تاناكا على موقع Soccerway.com (الإنجليزية)
- كازوكي تاناكا على موقع عالم كرة القدم.نت (الإنجليزية)